# Estadio León
El estadio León, coloquialmente conocido como Nou Camp, es un estadio de fútbol situado en la ciudad de León, en el estado de Guanajuato, en México. Sirve de sede habitual al Club León, así como algunos equipos filiales y de divisiones inferiores. Su dirección es el bulevar Adolfo López Mateos, 1810, colonia La Martinica, CP 37500. Existieron otros estadios como la Martinica.

## Ficha técnica
- Inicio de la obra: 18 de agosto de 1965
- Inauguración Oficial: 4 de febrero de 1967
- Terreno donado por el estado de Guanajuato
- Realización: Constructora ARVA, S.A.
- Costo de la obra: 12 500 000 de dólares.
- Capacidad: 30.000 espectadores.
- Estacionamiento para 3000 automóviles.
- Entradas especiales para palcos y plateas.
- 4 puertas para sombra y 6 para sol.
- Instalaciones adjuntas de Oficinas Administrativas y de Prensa.
- Alumbrado.
- Pantalla.
- Vestidores dobles.
- Fue uno de los estadios del Torneo Olímpico 68, sede del Mundial Juvenil de 1983 y escenario de las Copas del Mundo en 1970 y 1986.

A través de los años, el club León se ha convertido en una leyenda tanto en la ciudad de León Guanajuato, como en el fútbol mexicano, destacándose también por su noble afición, la cual asiste en masa al estadio León para brindar su apoyo al club de casa.
Con las administraciones recientes, la imagen de las instalaciones ha sufrido un cambio para dar un mejor aspecto a los visitantes. La directiva se ha propuesto hacer mejoras graduales en este estadio mundialista, han comenzado obras que prometen un cambio radical tanto por fuera como por dentro.

## Historia
Fue inaugurado el 1 de marzo de 1967 con el partido entre Santos de Brasil y River Plate de Argentina, que terminó 2 goles a 1 a favor del Santos.

### Partidos del Mundial de 1970
| 2 de junio de 1970, 16:00              | Perú                                        | 3:2 (0:1) | Bulgaria                     | Estadio Nou Camp, León                                        |                                                               |
|                                        | Gallardo 50' · Chumpitaz 55' · Cubillas 73' | Reporte   | Dermendzhíev 13' · Bónev 49' | Asistencia: 13 765 espectadores Árbitro(s): Antonio Sbardella | Asistencia: 13 765 espectadores Árbitro(s): Antonio Sbardella |
| Primera victoria de Perú en Mundiales. |                                             |           |                              |                                                               |                                                               |

| 3 de junio de 1970, 16:00 | Alemania Federal        | 2:1 (0:1) | Marruecos | Estadio Nou Camp, León                                         |                                                                |
|                           | Seeler 56' · Müller 80' | Reporte   | Jarir 21' | Asistencia: 12 942 espectadores Árbitro(s): Laurens van Ravens | Asistencia: 12 942 espectadores Árbitro(s): Laurens van Ravens |

| 6 de junio de 1970, 16:00 | Perú                          | 3:0 (0:0) | Marruecos | Estadio Nou Camp, León                                     |                                                            |
|                           | Cubillas 65', 75' · Chale 67' | Reporte   |           | Asistencia: 13 537 espectadores Árbitro(s): Tofiq Bəhramov | Asistencia: 13 537 espectadores Árbitro(s): Tofiq Bəhramov |

| 7 de junio de 1970, 12:00 | Alemania Federal                               | 5:2 (2:1) | Bulgaria                  | Estadio Nou Camp, León                                       |                                                              |
|                           | Libuda 12' · Müller 27', 52', 88' · Seeler 70' | Reporte   | Nikodímov 12' · Kólev 89' | Asistencia: 12 710 espectadores Árbitro(s): José María Ortiz | Asistencia: 12 710 espectadores Árbitro(s): José María Ortiz |

| 10 de junio de 1970, 16:00 | Alemania Federal     | 3:1 (3:1) | Perú         | Estadio Nou Camp, León                                            |                                                                   |
|                            | Müller 19', 26', 39' | Reporte   | Cubillas 44' | Asistencia: 17 875 espectadores Árbitro(s): Abel Aguilar Elizalde | Asistencia: 17 875 espectadores Árbitro(s): Abel Aguilar Elizalde |

| 11 de junio de 1970, 16:00 | Bulgaria    | 1:1 (1:0) | Marruecos     | Estadio Nou Camp, León                                       |                                                              |
|                            | Zhéchev 40' | Reporte   | Ghazouani 61' | Asistencia: 12 299 espectadores Árbitro(s): Antonio Saldanha | Asistencia: 12 299 espectadores Árbitro(s): Antonio Saldanha |

| 14 de junio de 1970, 12:00 | Alemania Federal                           | 3:2 (2:2, 0:1) (t. s.) | Inglaterra               | Estadio Nou Camp, León                                     |                                                            |
|                            | Beckenbauer 68' · Seeler 82' · Müller 108' | Reporte                | Mullery 31' · Peters 49' | Asistencia: 23 357 espectadores Árbitro(s): Ángel Coerezza | Asistencia: 23 357 espectadores Árbitro(s): Ángel Coerezza |

### Partidos del Mundial de 1986
En el "Estadio León" se jugaron los siguientes partidos:
| 1 de junio de 1986 | Canadá | 0:1 (0:0) | Francia   |                                                                       |                                                                       |
|                    |        |           | Papin 79' | Asistencia: 34.500 espectadores Árbitro(s): Hernan Silva Arce (Chile) | Asistencia: 34.500 espectadores Árbitro(s): Hernan Silva Arce (Chile) |

| 5 de junio de 1986 | Francia       | 1:1 (0:0) | Unión Soviética |                                                                           |                                                                           |
|                    | Fernández 60' |           | Rats 53'        | Asistencia: 36.540 espectadores Árbitro(s): Romualdo Arppi Filho (Brasil) | Asistencia: 36.540 espectadores Árbitro(s): Romualdo Arppi Filho (Brasil) |

| 9 de junio de 1986 | Hungría | 0:3 (0:1) | Francia                              |                                                                                |                                                                                |
|                    |         |           | Stopyra 29' Tigana 62' Rocheteau 84' | Asistencia: 31.420 espectadores Árbitro(s): Carlos A. Silva Valente (Portugal) | Asistencia: 31.420 espectadores Árbitro(s): Carlos A. Silva Valente (Portugal) |

| 15 de junio de 1986 | Bélgica                                         | 4:3 (2:2, 0:1) | Unión Soviética            |                                                                       |                                                                       |
|                     | Scifo 56' Ceulemans 77' Demol 102' Claesen 110' |                | Belanov 27', 70', 111' (p) | Asistencia: 32.227 espectadores Árbitro(s): Erik Fredriksson (Suecia) | Asistencia: 32.227 espectadores Árbitro(s): Erik Fredriksson (Suecia) |

### Otros torneos internacionales[citarequerida]
| 1973 | CONCACAF SUB-20 | FASE DE GRUPOS   | GUATEMALA             | 04:01 | ANTILLAS NEERLANDESAS |
| 1973 | CONCACAF SUB-20 | FASE DE GRUPOS   | ANTILLAS NEERLANDESAS | 00:01 | CUBA                  |
| 1973 | CONCACAF SUB-20 | FASE DE GRUPOS   | CUBA                  | 00:00 | GUATEMALA             |
| 1983 | MUNDIAL SUB-20  | FASE DE GRUPOS   | URUGUAY               | 03:01 | POLONIA               |
| 1983 | MUNDIAL SUB-20  | FASE DE GRUPOS   | AUSTRIA               | 00:03 | ARGENTINA             |
| 1983 | MUNDIAL SUB-20  | FASE DE GRUPOS   | ARGENTINA             | 02:00 | CHECOSLOVAQUIA        |
| 1983 | MUNDIAL SUB-20  | CUARTOS DE FINAL | ARGENTINA             | 02:01 | HOLANDA               |

### Partidos internacionales
Selección Mexicana[cita requerida]
| \| 1968 \| 3 \| 0 \| COLOMBIA (SELECCIÓN OLÍMPICA) \| AMISTOSO \| \| 1968 \| 1 \| 1 \| URSS \| AMISTOSO \| \| 1968 \| 3 \| 0 \| ETIOPÍA \| AMISTOSO \| \| 1969 \| 1 \| 0 \| COLOMBIA \| AMISTOSO \| \| 1969 \| 3 \| 0 \| PERÚ \| AMISTOSO \| \| 1970 \| 2 \| 0 \| BULGARIA \| AMISTOSO \| \| 1970 \| 3 \| 3 \| PERÚ \| AMISTOSO \| \| 1970 \| 4 \| 2 \| ECUADOR \| AMISTOSO \| \| 1977 \| 5 \| 1 \| YUGOSLAVIA \| AMISTOSO \| \| 1980 \| 1 \| 0 \| CHECOSLOVAQUIA \| AMISTOSO \| \| 1987 \| 3 \| 2 \| CHINA \| AMISTOSO \| \| 1991 \| 0 \| 0 \| COLOMBIA \| AMISTOSO \| \| 1991 \| 3 \| 0 \| HUNGRÍA \| AMISTOSO \| \| 2012 \| 1 \| 1 \| CLUB LEÓN (SELECCIÓN OLÍMPICA) \| AMISTOSO \| |   |   |                                |          |
| 1968 | 3 | 0 | COLOMBIA (SELECCIÓN OLÍMPICA)  | AMISTOSO |
| 1968 | 1 | 1 | URSS                           | AMISTOSO |
| 1968 | 3 | 0 | ETIOPÍA                        | AMISTOSO |
| 1969 | 1 | 0 | COLOMBIA                       | AMISTOSO |
| 1969 | 3 | 0 | PERÚ                           | AMISTOSO |
| 1970 | 2 | 0 | BULGARIA                       | AMISTOSO |
| 1970 | 3 | 3 | PERÚ                           | AMISTOSO |
| 1970 | 4 | 2 | ECUADOR                        | AMISTOSO |
| 1977 | 5 | 1 | YUGOSLAVIA                     | AMISTOSO |
| 1980 | 1 | 0 | CHECOSLOVAQUIA                 | AMISTOSO |
| 1987 | 3 | 2 | CHINA                          | AMISTOSO |
| 1991 | 0 | 0 | COLOMBIA                       | AMISTOSO |
| 1991 | 3 | 0 | HUNGRÍA                        | AMISTOSO |
| 2012 | 1 | 1 | CLUB LEÓN (SELECCIÓN OLÍMPICA) | AMISTOSO |